# Пасько, Григорий Михайлович
Григо́рий Миха́йлович Пасько (род. 19 мая 1962 года) — советский и российский военный журналист, член Союза журналистов России (1986) и Союза писателей России (1997). В декабре 2001 года был признан виновным в государственной измене в форме шпионажа и приговорён к 4 годам лишения свободы.

## Биография
Родился в селе Крещеновка Херсонской области Украины в семье учителя. В 1983 году окончил факультет журналистики Львовского высшего военно-политического училища. С того же года работал в газете Тихоокеанского флота «Боевая вахта». В 1995 году окончил редакторское отделение заочного факультета Гуманитарной академии Вооружённых Сил РФ.
23 ноября 1997 года арестован, ему инкриминировалась статья 275 УК РФ («Государственная измена»): сообщалось, что при вылете в Японию у журналиста были изъяты документы, предварительная оценка которых показала, что они содержат составляющие государственную тайну сведения. В декабре 1998 года, находясь во Владивостокском СИЗО, Пасько был зарегистрирован кандидатом в депутаты Владивостокской городской думы. На выборах 17 января 1998 года проиграл, заняв второе место. 18 января 1999 года организация «Amnesty International» назвала Пасько узником совести. 8 февраля 1999 года японская телевизионная компания «NHK», в шпионаже в пользу которой подозревался Пасько, распространила официальное заявление о том, что её сотрудничество с журналистом не затрагивало государственных тайн и что Пасько никогда не являлся агентом японских спецслужб. 20 июля 1999 года военный суд Тихоокеанского флота приговорил Пасько по части 1 статьи 285 УК РФ («Злоупотребление служебным положением») к году лишения свободы. В силу закона об амнистии от 18 июня 1999 года Пасько был освобождён из-под стражи в зале суда. Рабочая группа Комиссии по правам человека ООН признала лишение свободы Пасько произвольным задержанием (Мнение № 9/1999).
Выдвигал свою кандидатуру на выборах в Госдуму, прошедших 19 декабря 1999 года. Занял в своём округе 7 место из 11. 7 февраля 2000 года Фрунзенский районный суд Владивостока удовлетворил иск Григория Пасько о защите чести и достоинства к начальнику УФСБ по Тихоокеанскому флоту контр-адмиралу Николаю Соцкову, поданный журналистом после суда. Суд обязал Соцкова выплатить 25 000 рублей. 6 марта 2000 года Коллегия по гражданским делам Приморского краевого суда отменила решение Фрунзенского районного суда Владивостока. 21 ноября 2000 года Военная коллегия Верховного суда России отменила приговор от 20 июля 1999 года. Дело было направлено в военный суд Тихоокеанского флота на новое рассмотрение. 25 декабря 2001 года военный суд Тихоокеанского флота признал Григория Пасько виновным в государственной измене в форме шпионажа (статья 275 УК РФ) и приговорил его к 4 годам лишения свободы. 25 июня 2002 года Военная коллегия Верховного Суда РФ оставила в силе приговор военного суда Тихоокеанского флота. Отбыв в заключении в Уссурийской колонии более полугода, Пасько был освобождён условно-досрочно.
В 2003 году работал обозревателем «Новой газеты». В 2004 году закончил (поступил в 2001 г. заочно) юридический факультет РГГУ. (Тема дипломной работы «Законодательство о государственной тайне и практика его применения»). В 2004—2005 гг. был участником исследовательской программы в Институте Кеннана (Вашингтон, Galina Starovoitova Fellow on Human Rights and Conflict Resolution, Kennan Institute, Woodrow Wilson International Center for Scholars). В 2003—2008 гг. был главным редактором журналов: «Экология и право»; «Орел и решка»; «Град пяти морей». В 2009 году стал одним из организаторов первых в России школ блогеров (совместный проект Фонда защиты гласности и Центра журналистского образования (США). С 2009 года — директор Русско-Немецкого бюро экологической информации (общественная организация).
22 октября 2009 года Европейский суд по правам человека 6 голосами против 1 отклонил жалобу на нарушение статей 7 («Наказание исключительно на основании закона») и 10 («Свобода выражения мнения») Европейской конвенции о защите прав человека и основных свобод против властей России, поданную Григорием Пасько. ЕСПЧ посчитал законным приговор российского суда, приговорившего Пасько за шпионаж, и не усмотрел нарушения его прав в ходе судебного процесса.
В январе 2010 года приглашен вести спецкурс по расследовательской журналистике в Московский государственный университет им. М. В. Ломоносова. С 2011 года является директором Фонда поддержки расследовательской журналистики. С 1998 по январь 2017 года являлся почётным членом Русского ПЕН-центра. В январе 2017 года заявил о выходе из ПЕН-центра в знак протеста против действий Исполкома.

## Книги и фильмы
Автор и оператор видеофильма «Зона повышенной опасности» (о радиоактивных отходах на Тихоокеанском флоте, 1994 г.), видеофильма «Buried at sea» (о строительстве газопровода «Северный поток», 2008). Автор стихотворных сборников «От сверчка до звезды» (1995), «Не верь. Не бойся. Не проси» (2000); книг «Назначенный шпионом» (2000), «Мы поём глухим. Canimus surdis» (2000), «Цвет времени» (2001), «Honigkuchen» (2006), «Die rote Zone» (2006).

## Награды и звания
- Лауреат премии «Свобода прессы» организации «Репортёры без границ» (премия вручена 10 декабря 2002 года жене Пасько, поскольку он в тот момент находился в заключении)[11].
- Лауреат Пушкинской премии имени Альфреда Тепфера; лауреат особой премии имени Эриха Марии Ремарка; лауреат Всероссийского конкурса «Экология России-98».

## Общественная позиция
В свете освещения российскими государственными СМИ аннексии Крыма и войны на востоке Украины выступил с заявлением:

В России теперь всё четко: только пропаганда, журналистики практически нет. Она есть только в оппозиционных изданиях и у тех, кто имеет возможность говорить правду. Но все движется к тому, что те, кто говорят правду, будут рано или поздно (скорее всего, рано) закрыты, прикрыты, отрезаны от эфира, читателя. Машина оболванивания, когда она заводится, как танк, прёт вперёд, назад она не движется. В России нет независимых средств массовой информации, в моём понимании. Потому что в моём понимании независимые СМИ — это экономически независимые издания, а экономически независимых, самостоятельных у нас нет…

## Семья
Жена — Галина Морозова. Воспитывает двух приёмных сыновей (один — ребёнок его жены от прежнего брака, второго они усыновили вместе).

## Интервью
- Григорий Пасько: В России никогда не бывает так плохо, чтобы нельзя было сделать ещё хуже (25 февраля 2015)